# Venusia lofthousei
Venusia lofthousei là một loài bướm đêm trong họ Geometridae.